# NGC 7803
NGC 7803 (również PGC 101, UGC 12906 lub HCG 100A) – galaktyka spiralna (S0-a), znajdująca się w gwiazdozbiorze Pegaza. Odkrył ją Lewis A. Swift 5 sierpnia 1886 roku. Należy do zwartej grupy galaktyk Hickson 100 (HCG 100).
W galaktyce tej zaobserwowano supernową SN 2007kj.